# Коса (сериал)
«Коса» — российский детективный сериал 2021 года режиссёра Игоря Волошина с Линдой Лапиньш и Александром Горбатовым в главных ролях. Его релиз состоялся на стриминговом сервисе Kion. Сериал стал победителем Нью-Йоркского международного кинофестиваля, но при этом получил ряд отрицательных отзывов критиков.

## Сюжет
Действие сериала происходит на Куршской косе в Калининградской области. Там объявляется маньяк, убивающий девушек косой. На помощь следователю Еве приходит журналист Роман, который в 1990-е писал о преступнике с похожим почерком.

## В ролях
- Линда Лапиньш — Ева Кайдас, следователь
- Александр Горбатов — Роман Рахманов, журналист
- Анна Синякина — Катя Рахманова, жена Романа
- Виктория Агалакова — Василиса Рахманова, дочь Романа
- Сергей Сосновский — Сергей Рахманов, отец Романа
- Дмитрий Богдан — Денис Рахманов, брат Романа
- Игорь Черневич — Смолин, отец Кати
- Илья Кипоренко — Авдей Семёнов
- Ася Дубровская — Маша Волкова
- Евгений Буслаков — Костя Клемёнов
- Олег Васильков — Олег Иванович Бекасов, следователь в отставке
- Игорь Ветров — Константин Иванович Ивлев, врач-гинеколог
- Василий Михайлов — Вадим Шерстобитов, журналист
- Яна Сексте — Марина Зотова
- Ксения Рябинкина — мать Марины
- Илья Исаев — Валерий Павлович Зотов
- Евгений Серзин — Ярик, наркоман
- Залим Мирзоев — Давид, судмедэксперт
- Василина Маковцева — Нина Серова
- Ольга Лапшина — Инна Владимировна Серова
- Павел Любимцев — Марк Анатольевич Лёвенберг, профессор психиатрии
- Георгий Пицхелаури — Глеб
- Андрей Шарков — Мирон
- Игорь Волошин — Андреас, отец Евы

## Создание и оценки
Сериал снимали в 2020 году в Калининградской области под рабочим названием «Кесарь». Первый показ состоялся на 43-м Московском международном кинофестивале в рамках программы «Первая серия. Дубль второй». Позже «Коса» стала победителем Нью-Йоркского международного кинофестиваля (INYFF) в категории «Лучший ТВ / Веб-сериал». 25 августа 2021 года она появилась на стриминговом сервисе Kion.
Родион Чемонин с «Фильм.ру» охарактеризовал «Косу» как «не блещущий оригинальностью триллер, который украшают пейзажи Куршской косы, маньяки и яркие герои в исполнении интересных, но не самых известных актёров». Сергей Ефимов из «Комсомольской правды» написал в рецензии о придуманном создателями «Косы» новом жанре — «балтийском нуаре», который «состоит из множества отшлифованных до безупречности нюансов: стального оттенка морских волн, полных грусти композиций электронного дуэта Alampa в саундтреке и т. п., вкупе создающих зримую атмосферу щемящей, но в то же время сладкой тоски». Никита Лаврецкий («Афиша Daily») увидел в сериале «по-азиатски стильную режиссуру», которую «предаёт по-русски вялый сценарий»: «с каждым новым эпизодом все меньше говорят об извращениях маньяка и все больше — о личной жизни второстепенных персонажей». По мнению Павла Воронкова («Газета.ру»), «Коса» — «совершенно типовой российский триллер», который «довольно-таки кошмарен, чудовищно снят, примерно так же сыгран, написан — еще хуже».